# Zambezia (película)
Zambezia es una película sudafricana de animación del año 2012, dirigida por Wayne Thornley, escrita por Andrew Cook, Raffaella Delle Donne y Anthony Silverston y protagonizada por Jeremy Suárez, Abigail Breslin, Jeff Goldblum, Leonard Nimoy y Samuel L. Jackson, con papeles secundarios de Zolani Mahola, Jim Cummings, Richard E. Grant, Jenifer Lewis, Jamal Mixon y David Shaughnessy. Es la primera película producida por Triggerfish Animation Studios y distribuida por Cinema Management Group y Sony Pictures en los territorios de habla inglesa.
Zambezia se estrenó en salas de cine el 3 de octubre de 2012 y recaudó cerca de 35 millones de dólares ante un presupuesto de 20 millones. Recibió nominaciones a los Premios Annie en las categorías de mejor música y mejor actuación de voz y ganó el premio al mejor largometraje sudafricano en el Festival Internacional de Cine de Durban en 2012. También ganó el premio a la mejor animación en los South African Film and Television Awards y el premio a la mejor animación en la novena edición de los Premios de la Academia del Cine Africano.[cita requerida]

## Sinopsis
Kai es un joven halcón peregrino ingenuo pero de gran espíritu que vive con su padre Tendai. Tras una visita de Gogo y Tini, Kai viaja a Zambezia, una bulliciosa ciudad de aves al borde de las majestuosas Cataratas Victoria, donde descubre la verdad sobre sus orígenes y aprende a formar parte de la comunidad. Mientras se entera del pasado de su padre, Kai termina trabajando con los defensores de Zambezia llamados "Huracanes" para proteger a la ciudad de Budzo, un monstruoso lagarto monitor que ha persuadido a los marabús para que le ayuden con su invasión.

## Reparto de voces
- Jeremy Suarez es Kai
- Abigail Breslin es Zoe
- Jeff Goldblum es Ajax
- Leonard Nimoy es Sekhuru
- Samuel L. Jackson es Tendai
- Jenifer Lewis es Gogo
- Jim Cummings es Budzo
- Jamal Mixon es Ezee
- Richard E. Grant es Cecil
- David Shaughnessy es Morton
- Noureen DeWulf es Pavi
- Tania Gunadi es Tini
- Deep Roy es Mushana
- Corey Burton es Neville

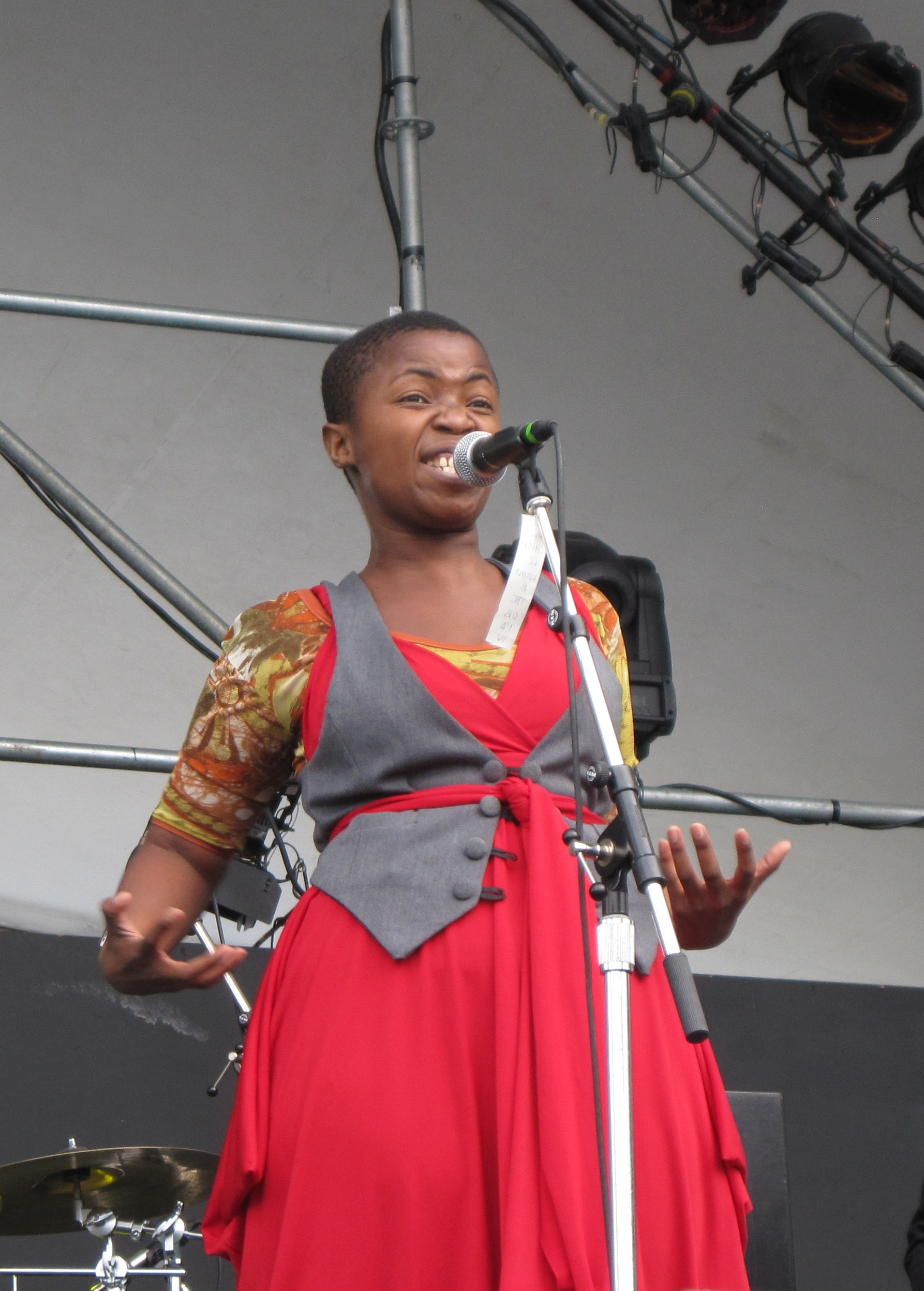
La actriz y cantante sudafricana Zolani Mahola aportó su voz en el reparto y grabó una canción para el filme

- Tress MacNeille es la esposa de Neville
- Zolani Mahola es una tejedora

## Premios y reconocimientos
| Evento                                   | Categoría                                  | Receptor       | Resultado |
| ---------------------------------------- | ------------------------------------------ | -------------- | --------- |
| Premios Annie                            | Música en una producción animada           | Bruce Retief   | Nominado  |
| Premios Annie                            | Actuación de voz en una producción animada | Jim Cummings   | Nominado  |
| Premios de la Academia del Cine Africano | Mejor animación                            | Wayne Thornley | Ganador   |